# Valeria Gaï Guermanika
Valeria Gaï Guermanika (russe : Вале́рия Гай Герма́ника), née Valeria Igorevna Doudinskaïa (russe : Вале́рия И́горевна Дуди́нская) le 1er mars 1984 à Moscou, est une réalisatrice russe. Elle a réalisé des documentaires comme Les Sœurs, Les Garçons, L'Anniversaire de l'Infante, ainsi que Les Filles («Девочки») présenté au 59e Festival de Cannes. 
Son premier long métrage de fiction, Ils mourront tous sauf moi, a décroché une mention spéciale dans la catégorie Caméra d'or au Festival de Cannes 2008.

## Biographie et carrière
Valeria Gaï Guermanika est née à Moscou, dans une famille bohème et enregistrée comme Valeria, nommée d'après Valeria, la femme de Lucius Cornelius Sulla, et plus tard a légalement changé son nom, le patronyme (d'aliéner du père biologique) et le nom de famille (dans un style romain) lors de son adolescence.
Elle a étudié la réalisation cinématographique à l’École de cinéma et télévision d’Internews et en sort diplômée en 2005 (sous la direction de Marina Razbejkina). Elle tourne son premier film à l'âge de 19 ans, qui s'appelle Les Sœurs. 
En 2005, son deuxième film documentaire Les Filles est apparu au festival du film Kinotavr et a reçu le prix de la meilleure bande de court métrage. Le film prochain L'Anniversaire de l'Infante est aussi apparu au festival du film Kinotavr.
En 2008, le film Ils mourront tous sauf moi a reçu une Mention Spéciale de jury pour le meilleur début de long métrage au Festival de Cannes, au concours «Caméra d'or». Ce long métrage traite des mêmes thèmes que ses documentaires et il s’inspire directement de son expérience personnelle. 
Au début de 2010, la chaîne Perviy Kanal a diffusé 69 épisodes de la série télévisée L'École  de Valeria Gaï Guermanika. Le sujet a été consacré à la vie des adolescents dans une école ordinaire de Moscou. Cette œuvre suscite une vive polémique dans la société et elle devient une star controversée en Russie. 
Valeria a été la directrice de la création pour le canal MTV en Russie en 2010. 
Au début de 2011, seize épisodes de Petit Guide pour une vie heureuse ont été présentés sur Perviy Kanal.
Son style radical préfigure deux grands changements dans le genre documentaire.
En plus de son activité de réalisatrice, Valeria a participé au film de Mary Sahakian Entropie en tant qu'actrice et en 2014, elle a tourné une vidéo pour la groupe de rock russe Hallucinations sémantique.

## Filmographie

### Longs métrages
- 2008 : Ils mourront tous sauf moi (Все умрут, а я останусь, Vse umrut, a ya ostanus)
- 2013 : Oui et Oui (Да и да)
- 2019 : Loup mental (Мысленный волк)

### Séries TV
- 2010 : L'École (Школа)
- 2011 : Petit Guide pour une vie heureuse (Краткий курс счастливой жизни)

### Documentaires
- 2005 : Les Sœurs (Сёстры)
- 2005 : Les Filles (Девочки)
- 2005 : L'Anniversaire de l'Infante (День рождения инфанты)
- 2007 : Les Garçons (Мальчики)

## Récompenses et nominations
- 2005 : Festival du film Kinotavr - La meilleure bande de court métrage pour Les Filles
- 2005 : Festival du film Kinotavr - Nomination pour la meilleure bande de court métrage pour L'Anniversaire de l'Infante
- 2008 : Mention spéciale de la Caméra d'Or au Festival de Cannes pour Ils mourront tous sauf moi.